# Octodad
Octodad é um jogo eletrônico de freeware independente desenvolvido por um grupo de estudantes da Universidade DePaul, muitos dos quais viriam a formar a Young Horses, Inc., os desenvolvedores de sua sequência Octodad: Dadliest Catch. O jogo foi desenvolvido para o Student Showcase de 2011 da Independent Games Festival, e seria um dos 8 vencedores do Prêmio Student Showcase daquele ano. O jogo apresenta um enredo humorístico em torno do personagem central, um polvo disfarçado de humano comum com uma família. O enredo gira em torno do jogador, controlando Octodad, tentando completar vários afazeres domésticos e tarefas, enquanto mantem seu segredo. A jogabilidade consiste principalmente na física de ragdoll, transformando tarefas mundanas em desafios significativos. Dadliest Catch foi lançado em 30 de janeiro de 2014 e foi um dos primeiros títulos a receber o Steam Greenlight.